# Ligue 1 2010-11
La temporada 2010-11 de la Ligue 1 fue la septuagésima tercera edición de la Liga francesa de fútbol. El campeón de ése torneo fue el LOSC Lille, con 76 puntos. Por su parte, la gran sorpresa de ése torneo fue el descenso del AS Monaco, a falta de 2 fechas.

## Equipos
| Pos | Descendidos de Ligue 1 |
| --- | ---------------------- |
| 18º | Le Mans                |
| 19º | Boulogne               |
| 20º | Grenoble               |

| Pos | Ascendidos de Ligue 2 |
| --- | --------------------- |
| 1º  | Caen                  |
| 2º  | Stade Brestois        |
| 3º  | Arles-Avignon         |

### Información de los equipos
| Club                                     | Ciudad        | Entrenador         | Estadio               | Aforo  |
| ---------------------------------------- | ------------- | ------------------ | --------------------- | ------ |
| Arles-Avignon                            | Aviñón        | Faruk Hadžibegić   | Parc des Sports       | 17.518 |
| Auxerre                                  | Auxerre       | Jean Fernandez     | L'Abbé-Deschamps      | 24.493 |
| Stade Brestois 29                        | Brest         | Alex Dupont        | Stade Francis-Le Blé  | 16.000 |
| Caen                                     | Caen          | Franck Dumas       | Stade Michel d'Ornano | 21.500 |
| Girondins de Bordeaux                    | Burdeos       | Éric Bedouet       | Jacques C-Delmas      | 34.462 |
| Racing Lens                              | Lens          | László Bölöni      | Félix Bollaert        | 41.223 |
| Lille                                    | Lille         | Rudi García        | Lille-Metropole       | 18.185 |
| Lorient                                  | Lorient       | Christian Gourcuff | du Moustoir           | 18.890 |
| Olympique de Lyon                        | Lyon          | Claude Puel        | Gerland               | 41.842 |
| Olympique de Marsella                    | Marsella      | Didier Deschamps   | Vélodrome             | 60.013 |
| Mónaco                                   | Mónaco        | Laurent Banide     | Louis II              | 18.500 |
| Montpellier                              | Montpellier   | René Girard        | Stade de la Mosson    | 32.900 |
| Nancy                                    | Nancy         | Pablo Correa       | Marcel Picot          | 20.085 |
| OGC Niza                                 | Niza          | Eric Roy           | Stade du Ray          | 17.415 |
| París Saint-Germain                      | París         | Antoine Kombouaré  | Parc des Princes      | 48.712 |
| Stade Rennes                             | Rennes        | Frédéric Antonetti | Route de Lorient      | 31.127 |
| Saint-Étienne                            | Saint-Etienne | Christophe Galtier | Geoffroy-Guichard     | 35.616 |
| Sochaux-Montbéliard                      | Sochaux       | Francis Gillot     | Auguste Bonal         | 20.005 |
| Toulouse                                 | Toulouse      | Alain Casanova     | Stade de Toulouse     | 35.470 |
| Valenciennes                             | Valenciennes  | Philippe Montanier | Stade Nungesser       | 16.547 |
| Datos actualizados el 7 de mayo de 2011. |               |                    |                       |        |

### Cambios de entrenadores
| Equipo                | Entrenador (jornadas)                                             |
| --------------------- | ----------------------------------------------------------------- |
| Arles-Avignon         | Michel Estevan (1-4) Kader Ferhaoui (5-7) Faruk Hadžibegić (8-38) |
| Racing Lens           | Jean-Guy Wallemme (1-18) László Bölöni (19-38)                    |
| Mónaco                | Guy Lacombe (1-22) Laurent Banide (23-38)                         |
| Girondins de Bordeaux | Jean Tigana (1-34) Éric Bedouet (34-38)                           |

### Equipos porregión
| \| Región \| N.º \| Equipos \| \| ------------------------- \| --- \| ------------------------------------------- \| \| Provenza-Alpes-Costa Azul \| 3 \| Arles-Avignon, Olympique de Marsella y Niza \| \| Bretaña \| 3 \| Stade Brestois, Lorient y Stade Rennes \| \| Norte-Paso de Calais \| 3 \| Racing Lens, Lille y Valenciennes \| \| Ródano-Alpes \| 2 \| Olympique de Lyon y Saint-Étienne \| \| Aquitania \| 1 \| Girondins de Bordeaux \| \| Baja Normandía \| 1 \| Caen \| \| Borgoña \| 1 \| Auxerre \| \| Franco Condado \| 1 \| Sochaux \| \| Isla de Francia \| 1 \| París Saint-Germain \| \| Languedoc-Rosellón \| 1 \| Montpellier \| \| Lorena \| 1 \| Nancy \| \| Mediodía-Pirineos \| 1 \| Toulouse \| \| Principado de Mónaco \| 1 \| Mónaco \| |     | AS Monaco OGC Niza Arles-Avignon Olympique de Marsella Montpellier Toulouse FC Girondins de Burdeos AS Saint-Étienne Olympique de Lyon FC Sochaux AS Nancy Paris Saint-Germain AJ Auxerre Stade Rennais FC FC Lorient Stade Brestois SM Caen RC Lens Lille OSC Valenciennes FC |
| Región | N.º | Equipos |
| Provenza-Alpes-Costa Azul | 3   | Arles-Avignon, Olympique de Marsella y Niza |
| Bretaña | 3   | Stade Brestois, Lorient y Stade Rennes |
| Norte-Paso de Calais | 3   | Racing Lens, Lille y Valenciennes |
| Ródano-Alpes | 2   | Olympique de Lyon y Saint-Étienne |
| Aquitania | 1   | Girondins de Bordeaux |
| Baja Normandía | 1   | Caen |
| Borgoña | 1   | Auxerre |
| Franco Condado | 1   | Sochaux |
| Isla de Francia | 1   | París Saint-Germain |
| Languedoc-Rosellón | 1   | Montpellier |
| Lorena | 1   | Nancy |
| Mediodía-Pirineos | 1   | Toulouse |
| Principado de Mónaco | 1   | Mónaco |

## Tabla de posiciones
| Pos. | Equipo                | Pts. | PJ | G  | E  | P  | GF | GC | Dif. | Clasificación o descenso                       |
| ---- | --------------------- | ---- | -- | -- | -- | -- | -- | -- | ---- | ---------------------------------------------- |
| 1    | Lille (C)             | 76   | 38 | 21 | 13 | 4  | 68 | 36 | +32  | Fase de grupos de la Liga de Campeones         |
| 2    | Olympique de Marsella | 68   | 38 | 18 | 14 | 6  | 62 | 39 | +23  | Fase de grupos de la Liga de Campeones         |
| 3    | Olympique de Lyon     | 64   | 38 | 17 | 13 | 8  | 61 | 40 | +21  | Ronda de play-off de la Liga de Campeones      |
| 4    | París Saint-Germain   | 60   | 38 | 15 | 15 | 8  | 56 | 41 | +15  | Ronda de play-off de la Liga Europa            |
| 5    | Sochaux               | 58   | 38 | 17 | 7  | 14 | 60 | 43 | +17  | Ronda de play-off de la Liga Europa            |
| 6    | Stade Rennes          | 56   | 38 | 15 | 11 | 12 | 38 | 35 | +3   | Tercera ronda clasificatoria de la Liga Europa |
| 7    | Girondins de Burdeos  | 51   | 38 | 12 | 15 | 11 | 43 | 42 | +1   |                                                |
| 8    | Toulouse              | 50   | 38 | 14 | 8  | 16 | 38 | 36 | +2   |                                                |
| 9    | Auxerre               | 49   | 38 | 10 | 19 | 9  | 45 | 41 | +4   |                                                |
| 10   | Saint-Étienne         | 49   | 38 | 12 | 13 | 13 | 46 | 47 | −1   |                                                |
| 11   | Lorient               | 49   | 38 | 12 | 13 | 13 | 46 | 48 | −2   |                                                |
| 12   | Valenciennes          | 48   | 38 | 10 | 18 | 10 | 45 | 41 | +4   |                                                |
| 13   | Nancy-Lorraine        | 48   | 38 | 13 | 9  | 16 | 43 | 48 | −5   |                                                |
| 14   | Montpellier           | 47   | 38 | 12 | 11 | 15 | 32 | 43 | −11  |                                                |
| 15   | Caen                  | 46   | 38 | 11 | 13 | 14 | 46 | 51 | −5   |                                                |
| 16   | Stade Brestois        | 46   | 38 | 11 | 13 | 14 | 36 | 43 | −7   |                                                |
| 17   | Niza                  | 46   | 38 | 11 | 13 | 14 | 33 | 48 | −15  |                                                |
| 18   | Mónaco (D)            | 44   | 38 | 9  | 17 | 12 | 36 | 40 | −4   | Descenso de categoría                          |
| 19   | Lens (D)              | 35   | 38 | 7  | 14 | 17 | 35 | 58 | −23  | Descenso de categoría                          |
| 20   | Arles-Avignon (D)     | 20   | 28 | 3  | 11 | 14 | 21 | 70 | −49  | Descenso de categoría                          |

 Fuente: [cita requerida]
Notas:
1. ↑  Sochaux se clasificó para la ronda de Play-off de la Liga Europa 2011-12, ya que el campeón y subcampeón de la Copa de Francia 2010-11 (Lille y París Saint-Germain) se clasificaron para la fase de grupos de la Liga de Campeones 2011-12, por lo que el lugar que otorga dicho torneo, pasó al 5° clasificado.
2. ↑  Stade Rennais se clasificó para la tercera ronda previa de la Liga Europa 2011-12, ya que el campeón de la Copa de la Liga de Francia 2010-11 (Olympique de Marsella) se clasificó para la fase de grupos de la Liga de Campeones 2011-12, por lo que el lugar que otorga dicho torneo, pasó al 6° clasificado.

| Bandera de Francia                 |
| Campeón Lille O. S. C. 3.er título |

### Evolución de la clasificación
| Equipo / Jornada | 1  | 2  | 3  | 4  | 5  | 6  | 7  | 8  | 9  | 10 | 11 | 12 | 13 | 14 | 15 | 16 | 17 | 18 | 19 | 20 | 21 | 22 | 23 | 24 | 25 | 26 | 27 | 28 | 29 | 30 | 31 | 32 | 33 | 34 | 35 | 36 | 37 | 38 |
| Equipo / Jornada |    |    |    |    |    |    |    |    |    |    |    |    |    |    |    |    |    |    |    |    |    |    |    |    |    |    |    |    |    |    |    |    |    |    |    |    |    |    |
| ---------------- | -- | -- | -- | -- | -- | -- | -- | -- | -- | -- | -- | -- | -- | -- | -- | -- | -- | -- | -- | -- | -- | -- | -- | -- | -- | -- | -- | -- | -- | -- | -- | -- | -- | -- | -- | -- | -- | -- |
| Lille            | 9  | 13 | 16 | 11 | 8  | 6  | 7  | 3  | 6  | 8  | 8  | 5  | 2  | 1  | 2  | 1  | 1  | 1  | 1  | 1  | 1  | 1  | 1  | 1  | 1  | 1  | 1  | 1  | 1  | 1  | 1  | 2  | 1  | 1  | 1  | 1  | 1  | 1  |
| Oly. Marsella    | 15 | 18 | 13 | 10 | 13 | 8  | 6  | 8  | 4  | 2  | 3  | 4  | 6  | 5  | 1  | 4  | 5  | 5  | 5  | 5  | 5  | 4  | 3  | 3  | 3  | 4  | 4  | 2  | 2  | 2  | 2  | 1  | 2  | 2  | 2  | 2  | 2  | 2  |
| Oly. Lyon        | 12 | 16 | 10 | 17 | 16 | 17 | 18 | 17 | 14 | 14 | 10 | 11 | 9  | 8  | 8  | 5  | 3  | 4  | 4  | 4  | 3  | 6  | 5  | 4  | 5  | 3  | 3  | 4  | 4  | 3  | 3  | 3  | 3  | 3  | 3  | 3  | 3  | 3  |
| PSG              | 1  | 4  | 7  | 13 | 7  | 9  | 5  | 7  | 3  | 7  | 7  | 3  | 5  | 4  | 4  | 2  | 2  | 2  | 2  | 2  | 2  | 2  | 4  | 5  | 4  | 5  | 5  | 5  | 5  | 5  | 4  | 4  | 4  | 4  | 4  | 4  | 4  | 4  |
| Sochaux          | 3  | 8  | 9  | 4  | 10 | 5  | 10 | 6  | 10 | 11 | 16 | 15 | 15 | 11 | 9  | 7  | 10 | 11 | 11 | 11 | 10 | 12 | 13 | 11 | 12 | 9  | 11 | 11 | 10 | 10 | 9  | 9  | 7  | 6  | 6  | 6  | 6  | 5  |
| Rennes           | 10 | 3  | 3  | 2  | 2  | 3  | 2  | 1  | 1  | 1  | 2  | 1  | 3  | 2  | 5  | 3  | 4  | 3  | 3  | 3  | 4  | 3  | 2  | 2  | 2  | 2  | 2  | 3  | 3  | 4  | 5  | 5  | 5  | 5  | 5  | 5  | 5  | 6  |
| Bordeaux         | 18 | 19 | 17 | 14 | 18 | 13 | 13 | 10 | 7  | 9  | 9  | 10 | 8  | 7  | 7  | 8  | 8  | 9  | 8  | 10 | 8  | 10 | 9  | 12 | 10 | 7  | 8  | 8  | 8  | 8  | 10 | 6  | 8  | 9  | 11 | 8  | 9  | 7  |
| Toulouse         | 2  | 1  | 1  | 1  | 1  | 2  | 3  | 4  | 8  | 5  | 5  | 7  | 12 | 13 | 12 | 9  | 12 | 8  | 9  | 6  | 9  | 7  | 8  | 10 | 11 | 12 | 10 | 10 | 11 | 11 | 14 | 13 | 11 | 11 | 12 | 13 | 10 | 8  |
| Auxerre          | 7  | 12 | 14 | 19 | 17 | 19 | 17 | 14 | 17 | 15 | 11 | 13 | 10 | 10 | 13 | 13 | 14 | 13 | 14 | 14 | 15 | 15 | 17 | 16 | 17 | 16 | 18 | 17 | 17 | 18 | 15 | 16 | 15 | 13 | 10 | 11 | 12 | 9  |
| Saint-Étienne    | 19 | 10 | 11 | 5  | 3  | 1  | 1  | 2  | 2  | 3  | 4  | 6  | 7  | 9  | 10 | 11 | 7  | 6  | 6  | 8  | 7  | 5  | 6  | 7  | 7  | 10 | 7  | 6  | 7  | 7  | 6  | 8  | 9  | 8  | 8  | 9  | 8  | 10 |
| Lorient          | 8  | 15 | 18 | 12 | 14 | 16 | 14 | 16 | 13 | 16 | 13 | 9  | 11 | 12 | 11 | 12 | 11 | 12 | 12 | 12 | 12 | 11 | 11 | 8  | 8  | 8  | 9  | 9  | 9  | 9  | 7  | 7  | 6  | 7  | 7  | 7  | 7  | 11 |
| Valenciennes     | 14 | 5  | 4  | 9  | 12 | 14 | 16 | 12 | 15 | 12 | 12 | 14 | 13 | 15 | 14 | 15 | 16 | 16 | 16 | 16 | 13 | 13 | 12 | 13 | 13 | 13 | 14 | 16 | 16 | 15 | 13 | 12 | 13 | 12 | 13 | 12 | 15 | 12 |
| Nancy            | 5  | 11 | 12 | 18 | 11 | 15 | 15 | 18 | 18 | 17 | 15 | 17 | 19 | 14 | 15 | 16 | 13 | 15 | 13 | 13 | 14 | 16 | 14 | 15 | 16 | 17 | 16 | 14 | 12 | 13 | 16 | 17 | 18 | 18 | 18 | 17 | 17 | 13 |
| Montpellier      | 6  | 7  | 6  | 3  | 5  | 12 | 9  | 11 | 9  | 6  | 6  | 8  | 4  | 3  | 6  | 10 | 9  | 10 | 10 | 7  | 6  | 8  | 7  | 6  | 6  | 6  | 6  | 7  | 6  | 6  | 8  | 10 | 10 | 10 | 9  | 10 | 11 | 14 |
| Caen             | 4  | 2  | 2  | 6  | 6  | 4  | 4  | 9  | 11 | 10 | 14 | 16 | 17 | 18 | 18 | 19 | 18 | 19 | 19 | 18 | 16 | 17 | 15 | 14 | 14 | 14 | 15 | 13 | 14 | 17 | 18 | 18 | 16 | 16 | 16 | 14 | 16 | 15 |
| Brestois         | 20 | 17 | 19 | 15 | 15 | 11 | 8  | 5  | 5  | 4  | 1  | 2  | 1  | 6  | 3  | 6  | 6  | 7  | 7  | 9  | 11 | 9  | 10 | 9  | 9  | 11 | 12 | 12 | 13 | 12 | 11 | 11 | 12 | 14 | 15 | 15 | 13 | 16 |
| Niza             | 11 | 6  | 5  | 8  | 4  | 7  | 11 | 13 | 12 | 13 | 17 | 12 | 14 | 16 | 16 | 14 | 15 | 14 | 15 | 15 | 17 | 14 | 16 | 17 | 15 | 15 | 13 | 15 | 15 | 14 | 12 | 14 | 17 | 17 | 14 | 16 | 14 | 17 |
| Mónaco           | 13 | 14 | 15 | 7  | 9  | 10 | 12 | 15 | 16 | 18 | 18 | 18 | 16 | 17 | 17 | 17 | 17 | 18 | 17 | 19 | 19 | 19 | 18 | 18 | 18 | 18 | 17 | 18 | 18 | 16 | 17 | 15 | 14 | 15 | 17 | 18 | 18 | 18 |
| Lens             | 16 | 9  | 8  | 16 | 19 | 18 | 19 | 19 | 19 | 19 | 19 | 19 | 18 | 19 | 19 | 18 | 19 | 17 | 18 | 17 | 18 | 18 | 19 | 19 | 19 | 19 | 19 | 19 | 19 | 19 | 19 | 19 | 19 | 19 | 19 | 19 | 19 | 19 |
| Arles-Avignon    | 17 | 20 | 20 | 20 | 20 | 20 | 20 | 20 | 20 | 20 | 20 | 20 | 20 | 20 | 20 | 20 | 20 | 20 | 20 | 20 | 20 | 20 | 20 | 20 | 20 | 20 | 20 | 20 | 20 | 20 | 20 | 20 | 20 | 20 | 20 | 20 | 20 | 20 |

## Estadísticas

### Máximos goleadores
| Jugador          | Equipo            | Goles |
| ---------------- | ----------------- | ----- |
| Moussa Sow       | Lille             | 25    |
| Kevin Gameiro    | Lorient           | 22    |
| Lisandro López   | Olympique de Lyon | 17    |
| Grégory Pujol    | Valenciennes      | 17    |
| Youssef El-Arabi | Caen              | 17    |

### Máximos asistentes
| Jugador           | Equipo                | Asistencias |
| ----------------- | --------------------- | ----------- |
| Marvin Martin     | Sochaux               | 17          |
| Morgan Amalfitano | Lorient               | 13          |
| Anthony Mounier   | OGC Niza              | 11          |
| Gervinho          | Lille                 | 10          |
| Eden Hazard       | Lille                 | 10          |
| Jaroslav Plašil   | Girondins de Bordeaux | 10          |

## Trofeos UNFP
- Mejor jugador:  Eden Hazard (Lille)
- Mejor portero:  Steve Mandanda (Olympique de Marsella)
- Mejor joven:  Mamadou Sakho (París Saint-Germain)
- Mejor entrenador:  Rudi García (Lille)